# هولتس‌گرلینگن
شهر هولتس‌گرلینگن (به آلمانی: Holzgerlingen) در ایالت بادن-وورتمبرگ در کشور آلمان واقع شده است. این شهر به سیستم راه‌آهن سراسری آلمان متصل است.